# Могерсдорф
Могерсдорф (нем. Mogersdorf) — община (нем. Marktgemeinde) в Австрии, в федеральной земле Бургенланд. 
Входит в состав округа Йеннерсдорф.  Население составляет 1166 человек (на 31 декабря 2005 года). Занимает площадь 12,8 км². Официальный код  —  10506.

## Политическая ситуация
Бургомистр коммуны — Йозеф Корпич (АНП) по результатам выборов 2007 года.
Совет представителей коммуны (нем. Gemeinderat) состоит из 19 мест.
- СДПА занимает 11 мест.
- АНП занимает 8 мест.